# Elçin Sangu

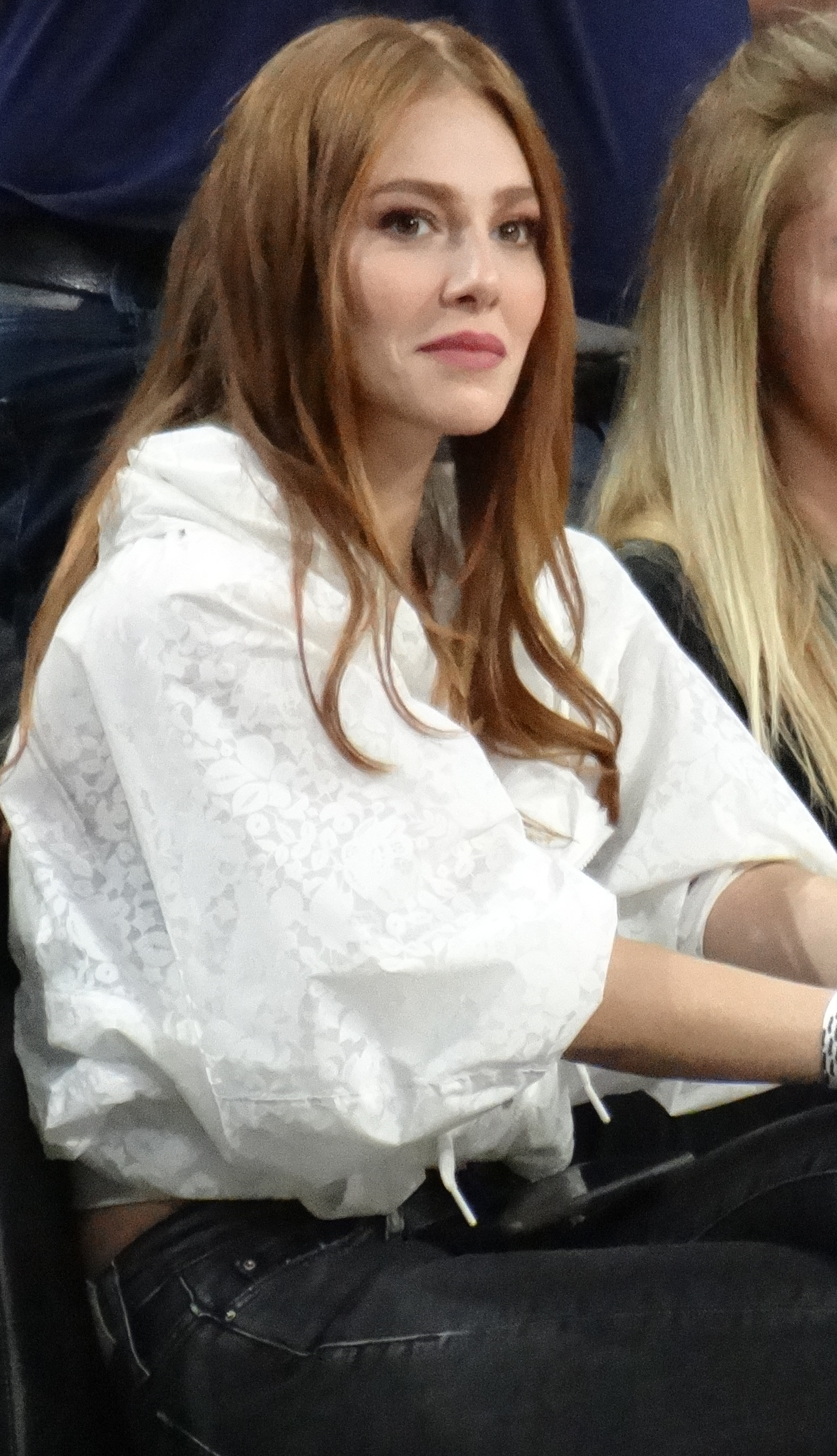
Elçin Sangu, 2017

Elçin Sangu (* 13. August 1985 in Izmir) ist eine türkische Schauspielerin und Model tscherkessischer Abstammung. Sie ist eine der bestbezahlten Schauspielerinnen in der Türkei.
Bekannt wurde Sangu vor allem in der Comedyserie Kiralık Aşk. Durch die Serie wurde Sangu nominiert und bekam mehrere Auszeichnungen. Sangu spielte unter anderem auch in den Serien Öyle Bir Geçer Zaman ki, Aşk Kaç Beden Giyer, Bir Aşk Hikâyesi, Kurt Seyit ve Şura und Sevdam Alabora.

## Leben und Karriere
Sangu wurde am 13. August 1985 in İzmir geboren. Sie absolvierte ihre Ausbildung an der Mersin Üniversitesi und später nahm sie Schauspielunterricht am Sahne Tozu Theatre.
Zuerst spielte sie 2011 in der Serie Öyle Bir Geçer Zaman ki. Von 2012 bis 2013 spielte Sangu in der Serie Aşk Kaç Beden Giyer die Hauptrolle. Danach trat sie in der Fernsehserie Bir Aşk Hikâyesi auf. 2014 spielte sie in der Serie Kurt Seyit ve Şura. Ihre nächsten Hauptrollen bekam Sangu in den Serien Sevdam Alabora und Kiralık Aşk. 2016 machte sie Werbung für Sunsilk. und Boyner.
Die erfolgreiche Comedyserie Kiralık Aşk wurde bis 2017 auf Star TV ausgestrahlt. Ihre Leistung in der Serie wurde von den Kritikern hoch gelobt.
August 2017 spielte Sangu in den Kinofilm Mutluluk Zamanı.

## Privates
Sangu führt eine Beziehung mit dem Unternehmer Yunus Özdiken. Laut einer Umfrage wurde Sangu 2016 zur zweitbeliebteste Schauspielerin in der Türkei gewählt.

## Diskografie
Singles
- 2017: Bu Su Hiç Durmaz (mit Barış Arduç)

## Filmografie
Filme
- 2012: Hiç[23]
- 2017: Mutluluk Zamanı
- 2020: Leyla Everlasting

Fernsehserien
- 2011: Öyle Bir Geçer Zaman ki
- 2012: Sen de Gitme
- 2012–2013: Aşk Kaç Beden Giyer
- 2013–2014: Bir Aşk Hikâyesi
- 2014: Kurt Seyit ve Şura
- 2015: Sevdam Alabora
- 2015–2017: Kiralık Aşk
- 2018: Yaşamayanlar
- 2018–2019: Çarpışma
- 2020: İyi Günde Kötü Günde
- 2021: Yalancılar ve Mumları
- 2022–2023: Çöp Adam

Musikvideos
- 2015: Söz Olur (von Toygar Işıklı – im Musikvideo)